# وست مینستر (شهر)، ورمونت
وست مینستر (به انگلیسی: Westminster) یک منطقهٔ مسکونی در ایالات متحده آمریکا است که در شهرستان ویندهام، ورمانت واقع شده‌است. وست مینستر ۳٬۱۷۸ نفر جمعیت دارد و ۲۷ متر بالاتر از سطح دریا واقع شده‌است.